# مارماهی رنگین پلنگی
مارماهیی رنگین پلنگی (نام علمی: Enchelycore pardalis) نام یک گونه از تیره مارماهی رنگین است.